# Periodisk skrift
Periodiska skrifter, även periodiska publikationer, periodika eller periodica, är regelbundet utkommande skrifter, såsom tidskrifter, tidningar och årsböcker.

## Sverige
En periodisk skrift är enligt tryckfrihetsförordningen en tidning, tidskrift eller någon annan sådan tryckt skrift som enligt utgivningsplanen är avsedd att under en bestämd titel utgivas med minst fyra vid särskilda tider utkommande nummer eller häften årligen, samt löpsedlar och bilagor som hör till skriften. Sedan utgivningsbevis för skriften har meddelats, ska denna anses som periodisk till dess att beviset återkallas eller förklaras förfallet. Reklamtrycksak, annonsblad, katalog eller program utgör aldrig en periodisk publikation. Böcker och andra trycksaker som inte utkommer minst fyra gånger om året kallas icke periodiska skrifter.